# Бабак жовточеревий
Бабак жовточеревий (Marmota flaviventris) — бабак, що живе в горах західних Сполучених Штатів і Канади, зокрема Скелястих горах і гірському ланцюзі Сьєрра-Невада.

## Середовище проживання
Населяє листопадні і хвойні ліси, зазвичай на висоті близько 2000 м. Житло бабака — здебільшого луки і скелі з невеликою кількістю дерев. Територія однієї тварини становить близько 20 — 30 тис. м² навколо кількох літніх нір.

## Морфологічні особливості
Має сіро-коричневе хутро на спині й жовто-коричневе на череві. У самців довжина тіла від 49 до 70 сантиметрів. Лише трохи менші самиці досягають довжини 47-67 сантиметрів. Довжина хвоста: 13—22 см. Вага самців становить від 3 до 5 кг, самиць — від 1,5 до 4 кг, й останні трохи світліші. Вага восени перед зимівлею стає більшою. Зубна формула: 1/1, 0/0, 2/1, 3/3 = 22. Самиці мають 10 молочних залоз.

## Екологія

### Поведінка
Живе один, в парах, або колоніях. Колонії зазвичай складаються з одного або більше дорослих самців, 1-5 дорослих самиць і їх молоді. Харчуються рослинністю. Зазвичай ці бабаки з'являються з нори незабаром після сходу сонця, випорожнюються і витрачають час на догляд та приймання сонячних ванн. Живляться до середини ранку, потім витрачають час на догляд та приймання сонячних ванн і великі інтервали часу проводять в норі. Потім живляться знову до кінця дня. Мирна поведінка включає в себе ігри, догляд, та вітальні поведінки. Ігри часто відбувається між молодими, а також між молодими й дорослими. Marmota flaviventris витрачає близько 80% свого життя в норах у зимовій сплячці. Сплячка триває близько восьми місяців і відбувається з початку вересня до травня, але може змінюватися з року в рік.

### Відтворення
Молодь народжується в підземних норах. Парування зазвичай відбувається протягом двох тижнів після сплячки. Вагітність триває близько 30 днів. Народжується 3—5 бабаченят. Молодь залишається в норі протягом 20-30 днів, а досягає статевої зрілості протягом другого року життя.

### Тривалість життя
Більшість Marmota flaviventris живе від 13 до 15 років у дикій природі. Хижацтво, на частку якого припадає 98% смертності влітку суттєво обмежує середню тривалість життя цього виду. Значне число смертей відбуваються під час зимової сплячки і еміграції.